# Футбол на летних Олимпийских играх 1980 — квалификация
Отборочный турнир футбольных соревнований летних Олимпийских игр 1980 прошёл с 7 марта 1979 года по 23 апреля 1980 года. Сборная СССР автоматически отобралась на олимпийский турнир на правах принимающей стороны Олимпийских игр. Сборная ГДР досрочно стала участником олимпийского турнира на правах чемпиона предыдущих Игр. Остальные 14 мест разыгрывались в отборочных турнирах, проводимых пятью континентальными федерациями. Всего в отборе приняли участие 76 сборных: 20 европейских, 17 азиатских, 16 африканских, 7 южноамериканских и 16 североамериканских.
Сборные Уругвая, Гренады, Бахрейна, ОАЭ, Австралии, Новой Зеландии, Бирмы, Гвинеи, Судана, Кот-д’Ивуара и Танзании снялись с турнира до его начала.
Эти Олимпийские игры были отмечены бойкотом со стороны пятидесяти стран в знак протеста против советского вторжения в Афганистан в 1979 году. Таким образом итоговый состав участников олимпийского турнира претерпел серьёзные изменения. Многие победители отборочных турниров не поехали в Москву, в частности сборные ФРГ, Норвегии, Аргентины, Перу, США, Гаити, Суринама, Ирана, Малайзии, Ганы и Египта.
Их заменили Финляндия, Ирак, Сирия, Нигерия, Замбия, Куба и Венесуэла.

## Итоговый список участников Олимпийских игр
| Способ отбора              | Команды                                                    |
| -------------------------- | ---------------------------------------------------------- |
| Страна-организатор         | СССР                                                       |
| Чемпион ОИ-1976            | ГДР                                                        |
| Европейская квалификация   | Чехословакия Финляндия (вместо Норвегия) Испания Югославия |
| Азиатская квалификация     | Ирак (вместо Малайзия) Кувейт Сирия (вместо Иран)          |
| Африканская квалификация   | Алжир Нигерия (вместо Гана) Замбия (вместо Египет)         |
| Отборочный турнир КОНМЕБОЛ | Колумбия Венесуэла (вместо Аргентина)                      |
| Отборочный турнир КОНКАКАФ | Коста-Рика Куба (вместо США)                               |

## Европа
В европейском отборочном турнире 20 сборных определяли четыре участника Олимпийских игр. Все команды были поделены на четыре группы. Соревнования проходили в два раунда.
Победителями отборочного турнира стали сборные Чехословакии, Югославии, Испании и Норвегии. Норвежская команда снялась перед олимпийским турниром. Предложение об участии получила сборная ФРГ, однако она также отказалась. В итоге на Олимпийские игры отправилась сборная Финляндии, занявшая последнее место в отборочной группе.

## Азия
В азиатском отборочном турнире 17 сборных (из 22 заявленных) боролись за три места в олимпийском турнире. Все команды были поделены на три группы. Мини-турниры проходили в один круг в одной из стран-участниц группы. Две лучшие команды группы играли финальный матч за олимпийскую путёвку.
Победителями отборочного турнира стали сборные Кувейта, Ирана и Малайзии. Иран и Малайзия снялись перед олимпийским турниром. Финалисты отборочного турнира также отказались от участия. В итоге на Олимпийские игры отправились сборные Ирака и Сирии, занявшие 2-3 места в своей отборочной группе.

## Африка
В африканском отборочном турнире 16 сборных (из 20 заявленных) боролись за три места в олимпийском турнире. Соревнования проходили в три раунда в формате матчей на выбывание.
Победителями отборочного турнира стали сборные Ганы, Египта и Алжира. Гана и Египет снялись с олимпийского турнира. Их заменили сборные Нигерии и Замбии.

## Южная Америка
В южноамериканском отборочном турнире 7 сборных боролись за два места в олимпийском турнире. Турнир прошёл зимой 1980 года в Колумбии. Соревнования проходили в один круг.
Победителями отборочного турнира стали сборные Аргентины и Колумбии. В дальнейшем аргентинская команда снялась с олимпийского турнира, вместо неё предложение получила Перу, однако она также отказалась от участия. В итоге их место заняла Венесуэла, занявшая четвёртое место в отборе.

## Северная и Центральная Америка
В североамериканском отборочном турнире 16 сборных боролись за два места в олимпийском турнире. Все команды были поделены на три географические зоны. Соревнования проходили в несколько раундов в зависимости от зоны. Победители определялись на общем финальном турнире.
Победителями отборочного турнира стали сборные Коста-Рики и США. Американцы снялись с олимпийского турнира. Суринам и Гаити также отвергли предложение об участии. В итоге на Олимпийские игры отправилась Куба, проигравшая Гаити в полуфинале карибской зоны.